# Lijst van wereldkampioenen kunstschaatsen mannen
De Wereldkampioenschappen kunstschaatsen worden gevormd door vier toernooien die door de Internationale Schaatsunie (ISU) worden georganiseerd. Sinds 1896 wordt het kampioenschap voor de mannen georganiseerd.

## Kampioenen
Zevenenveertig mannen werden op een van de 110 edities  een of meerdere keren wereldkampioen kunstschaatsen. De Zweed Ulrich Salchow werd tien keer kampioen (van 1901-1905 en van 1907-1911). De Oostenrijker Karl Schäfer kwam tot zeven wereldtitels (opeenvolgend van 1930-1936) en de Amerikaan Richard Button tot vijf (opeenvolgend van 1948-1952). Vijf mannen werden vier keer wereldkampioen, tien mannen drie keer, acht mannen twee keer en 21 mannen eenmaal.
Tot nu toe heeft nog geen Belgische of Nederlandse man op het erepodium gestaan.

## Medaillewinnaars
| Jaar      | Locatie                                              | Goud                                                 | Zilver                                               | Brons                                                |
| --------- | ---------------------------------------------------- | ---------------------------------------------------- | ---------------------------------------------------- | ---------------------------------------------------- |
| 1896      | Sint-Petersburg                                      | Gilbert Fuchs                                        | Gustav Hügel                                         | Georg Sanders                                        |
| 1897      | Stockholm                                            | Gustav Hügel                                         | Ulrich Salchow                                       | Johan Lefstad                                        |
| 1898      | Londen                                               | Henning Grenander                                    | Gustav Hügel                                         | Gilbert Fuchs                                        |
| 1899      | Davos                                                | Gustav Hügel                                         | Ulrich Salchow                                       | Edgar Syers                                          |
| 1900      | Davos                                                | Gustav Hügel                                         | Ulrich Salchow                                       |                                                      |
| 1901      | Stockholm                                            | Ulrich Salchow                                       | Gilbert Fuchs                                        |                                                      |
| 1902      | Londen                                               | Ulrich Salchow                                       | Madge Syers-Cave                                     | Martin Gordan                                        |
| 1903      | Sint-Petersburg                                      | Ulrich Salchow                                       | Nikolaj Panin                                        | Max Bohatsch                                         |
| 1904      | Berlijn                                              | Ulrich Salchow                                       | Heinrich Burger                                      | Martin Gordan                                        |
| 1905      | Stockholm                                            | Ulrich Salchow                                       | Max Bohatsch                                         | Per Thorén                                           |
| 1906      | München                                              | Gilbert Fuchs                                        | Heinrich Burger                                      | Bror Meyer                                           |
| 1907      | Wenen                                                | Ulrich Salchow                                       | Max Bohatsch                                         | Gilbert Fuchs                                        |
| 1908      | Troppau                                              | Ulrich Salchow                                       | Gilbert Fuchs                                        | Heinrich Burger                                      |
| 1909      | Stockholm                                            | Ulrich Salchow                                       | Per Thorén                                           | Ernest Herz                                          |
| 1910      | Davos                                                | Ulrich Salchow                                       | Werner Rittberger                                    | Andor Szende                                         |
| 1911      | Troppau                                              | Ulrich Salchow                                       | Werner Rittberger                                    | Fritz Kachler                                        |
| 1912      | Manchester                                           | Fritz Kachler                                        | Werner Rittberger                                    | Andor Szende                                         |
| 1913      | Wenen                                                | Fritz Kachler                                        | Willy Böckl                                          | Andor Szende                                         |
| 1914      | Helsinki                                             | Gosta Sandahl                                        | Fritz Kachler                                        | Willy Böckl                                          |
| 1915-1921 | Geen kampioenschappen wegens de Eerste Wereldoorlog. | Geen kampioenschappen wegens de Eerste Wereldoorlog. | Geen kampioenschappen wegens de Eerste Wereldoorlog. | Geen kampioenschappen wegens de Eerste Wereldoorlog. |
| 1922      | Stockholm                                            | Gillis Grafström                                     | Fritz Kachler                                        | Willy Böckl                                          |
| 1923      | Stockholm                                            | Fritz Kachler                                        | Willy Böckl                                          | Gosta Sandahl                                        |
| 1924      | Stockholm                                            | Gillis Grafström                                     | Willy Böckl                                          | Ernst Oppacher                                       |
| 1925      | Wenen                                                | Willy Böckl                                          | Fritz Kachler                                        | Otto Preissecker                                     |
| 1926      | Berlijn                                              | Willy Böckl                                          | Otto Preissecker                                     | John Page                                            |
| 1927      | Davos                                                | Willy Böckl                                          | Otto Preissecker                                     | Karl Schäfer                                         |
| 1928      | Berlijn                                              | Willy Böckl                                          | Karl Schäfer                                         | Hugo Distler                                         |
| 1929      | Londen                                               | Gillis Grafström                                     | Karl Schäfer                                         | Ludwig Wrede                                         |
| 1930      | New York                                             | Karl Schäfer                                         | Roger Turner                                         | Georg Gautschi                                       |
| 1931      | Berlijn                                              | Karl Schäfer                                         | Roger Turner                                         | Ernst Baier                                          |
| 1932      | Montreal                                             | Karl Schäfer                                         | Montgomery Wilson                                    | Ernst Baier                                          |
| 1933      | Zürich                                               | Karl Schäfer                                         | Ernst Baier                                          | Markus Nikkanen                                      |
| 1934      | Stockholm                                            | Karl Schäfer                                         | Ernst Baier                                          | Erich Erdos                                          |
| 1935      | Boedapest                                            | Karl Schäfer                                         | Jack Dunn                                            | Denes Pataky                                         |
| 1936      | Parijs                                               | Karl Schäfer                                         | Graham Sharp                                         | Felix Kaspar                                         |
| 1937      | Londen                                               | Felix Kaspar                                         | Graham Sharp                                         | Elmer Tertak                                         |
| 1938      | Berlijn                                              | Felix Kaspar                                         | Graham Sharp                                         | Herbert Alward                                       |
| 1939      | Berlijn                                              | Graham Sharp                                         | Freddie Tomlins                                      | Horst Faber                                          |
| 1940-1946 | Geen kampioenschappen wegens de Tweede Wereldoorlog. | Geen kampioenschappen wegens de Tweede Wereldoorlog. | Geen kampioenschappen wegens de Tweede Wereldoorlog. | Geen kampioenschappen wegens de Tweede Wereldoorlog. |
| 1947      | Stockholm                                            | Hans Gerschwiler                                     | Richard Button                                       | Arthur Apfel                                         |
| 1948      | Davos                                                | Richard Button                                       | Hans Gerschwiler                                     | Ede Király                                           |
| 1949      | Parijs                                               | Richard Button                                       | Ede Király                                           | Edi Rada                                             |
| 1950      | Londen                                               | Richard Button                                       | Ede Király                                           | Hayes Alan Jenkins                                   |
| 1951      | Milaan                                               | Richard Button                                       | James Grogan                                         | Helmut Seibt                                         |
| 1952      | Parijs                                               | Richard Button                                       | James Grogan                                         | Hayes Alan Jenkins                                   |
| 1953      | Davos                                                | Hayes Alan Jenkins                                   | James Grogan                                         | Carlo Fassi                                          |
| 1954      | Oslo                                                 | Hayes Alan Jenkins                                   | James Grogan                                         | Alain Giletti                                        |
| 1955      | Wenen                                                | Hayes Alan Jenkins                                   | Ronald Robertson                                     | David Jenkins                                        |
| 1956      | Garmisch-Partenkirchen                               | Hayes Alan Jenkins                                   | Ronald Robertson                                     | David Jenkins                                        |
| 1957      | Colorado Springs                                     | David Jenkins                                        | Tim Brown                                            | Charles Snelling                                     |
| 1958      | Parijs                                               | David Jenkins                                        | Tim Brown                                            | Alain Giletti                                        |
| 1959      | Colorado Springs                                     | David Jenkins                                        | Donald Jackson                                       | Tim Brown                                            |
| 1960      | Vancouver                                            | Alain Giletti                                        | Donald Jackson                                       | Alain Calmat                                         |
| 1961      | Afgelast vanwege de Sabena-vlucht 548 vliegtuigramp. | Afgelast vanwege de Sabena-vlucht 548 vliegtuigramp. | Afgelast vanwege de Sabena-vlucht 548 vliegtuigramp. | Afgelast vanwege de Sabena-vlucht 548 vliegtuigramp. |
| 1962      | Praag                                                | Donald Jackson                                       | Karol Divín                                          | Alain Calmat                                         |
| 1963      | Cortina d'Ampezzo                                    | Donald McPherson                                     | Alain Calmat                                         | Manfred Schnelldorfer                                |
| 1964      | Dortmund                                             | Manfred Schnelldorfer                                | Alain Calmat                                         | Karol Divín                                          |
| 1965      | Colorado Springs                                     | Alain Calmat                                         | Scott Allen                                          | Donald Knight                                        |
| 1966      | Davos                                                | Emmerich Danzer                                      | Wolfgang Schwarz                                     | Gary Visconti                                        |
| 1967      | Wenen                                                | Emmerich Danzer                                      | Wolfgang Schwarz                                     | Gary Visconti                                        |
| 1968      | Genève                                               | Emmerich Danzer                                      | Tim Wood                                             | Patrick Péra                                         |
| 1969      | Colorado Springs                                     | Tim Wood                                             | Ondrej Nepela                                        | Patrick Péra                                         |
| 1970      | Ljubljana                                            | Tim Wood                                             | Ondrej Nepela                                        | Günter Zöller                                        |
| 1971      | Lyon                                                 | Ondrej Nepela                                        | Patrick Péra                                         | Sergei Chetverukhin                                  |
| 1972      | Calgary                                              | Ondrej Nepela                                        | Sergei Chetverukhin                                  | Vladimir Kovalev                                     |
| 1973      | Bratislava                                           | Ondrej Nepela                                        | Sergei Chetverukhin                                  | Jan Hoffmann                                         |
| 1974      | München                                              | Jan Hoffmann                                         | Sergei Volkov                                        | Toller Cranston                                      |
| 1975      | Colorado Springs                                     | Sergei Volkov                                        | Vladimir Kovalev                                     | John Curry                                           |
| 1976      | Göteborg                                             | John Curry                                           | Vladimir Kovalev                                     | Jan Hoffmann                                         |
| 1977      | Tokio                                                | Vladimir Kovalev                                     | Jan Hoffmann                                         | Minoru Sano                                          |
| 1978      | Ottawa                                               | Charles Tickner                                      | Jan Hoffmann                                         | Robin Cousins                                        |
| 1979      | Wenen                                                | Vladimir Kovalev                                     | Robin Cousins                                        | Jan Hoffmann                                         |
| 1980      | Dortmund                                             | Jan Hoffmann                                         | Robin Cousins                                        | Charles Tickner                                      |
| 1981      | Hartford                                             | Scott Hamilton                                       | David Santee                                         | Igor Bobrin                                          |
| 1982      | Kopenhagen                                           | Scott Hamilton                                       | Norbert Schramm                                      | Brian Pockar                                         |
| 1983      | Helsinki                                             | Scott Hamilton                                       | Norbert Schramm                                      | Brian Orser                                          |
| 1984      | Ottawa                                               | Scott Hamilton                                       | Brian Orser                                          | Alexander Fadeev                                     |
| 1985      | Tokio                                                | Alexander Fadeev                                     | Brian Orser                                          | Brian Boitano                                        |
| 1986      | Genève                                               | Brian Boitano                                        | Brian Orser                                          | Alexander Fadeev                                     |
| 1987      | Cincinnati                                           | Brian Orser                                          | Brian Boitano                                        | Alexander Fadeev                                     |
| 1988      | Boedapest                                            | Brian Boitano                                        | Brian Orser                                          | Viktor Petrenko                                      |
| 1989      | Parijs                                               | Kurt Browning                                        | Christopher Bowman                                   | Grzegorz Filipowski                                  |
| 1990      | Halifax                                              | Kurt Browning                                        | Viktor Petrenko                                      | Christopher Bowman                                   |
| 1991      | München                                              | Kurt Browning                                        | Viktor Petrenko                                      | Todd Eldredge                                        |
| 1992      | Oakland                                              | Viktor Petrenko                                      | Kurt Browning                                        | Elvis Stojko                                         |
| 1993      | Praag                                                | Kurt Browning                                        | Elvis Stojko                                         | Alexei Urmanov                                       |
| 1994      | Chiba                                                | Elvis Stojko                                         | Philippe Candeloro                                   | Viacheslav Zagorodniuk                               |
| 1995      | Birmingham                                           | Elvis Stojko                                         | Todd Eldredge                                        | Philippe Candeloro                                   |
| 1996      | Edmonton                                             | Todd Eldredge                                        | Ilia Kulik                                           | Rudy Galindo                                         |
| 1997      | Lausanne                                             | Elvis Stojko                                         | Todd Eldredge                                        | Aleksej Jagoedin                                     |
| 1998      | Minneapolis                                          | Aleksej Jagoedin                                     | Todd Eldredge                                        | Jevgeni Ploesjenko                                   |
| 1999      | Helsinki                                             | Aleksej Jagoedin                                     | Jevgeni Ploesjenko                                   | Michael Weiss                                        |
| 2000      | Nice                                                 | Aleksej Jagoedin                                     | Elvis Stojko                                         | Michael Weiss                                        |
| 2001      | Vancouver                                            | Jevgeni Ploesjenko                                   | Aleksej Jagoedin                                     | Todd Eldredge                                        |
| 2002      | Nagano                                               | Aleksej Jagoedin                                     | Timothy Goebel                                       | Takeshi Honda                                        |
| 2003      | Washington D.C                                       | Jevgeni Ploesjenko                                   | Timothy Goebel                                       | Takeshi Honda                                        |
| 2004      | Dortmund                                             | Jevgeni Ploesjenko                                   | Brian Joubert                                        | Stefan Lindemann                                     |
| 2005      | Moskou                                               | Stéphane Lambiel                                     | Jeffrey Buttle                                       | Evan Lysacek                                         |
| 2006      | Calgary                                              | Stéphane Lambiel                                     | Brian Joubert                                        | Evan Lysacek                                         |
| 2007      | Tokio                                                | Brian Joubert                                        | Daisuke Takahashi                                    | Stéphane Lambiel                                     |
| 2008      | Göteborg                                             | Jeffrey Buttle                                       | Brian Joubert                                        | Johnny Weir                                          |
| 2009      | Los Angeles                                          | Evan Lysacek                                         | Patrick Chan                                         | Brian Joubert                                        |
| 2010      | Turijn                                               | Daisuke Takahashi                                    | Patrick Chan                                         | Brian Joubert                                        |
| 2011      | Moskou                                               | Patrick Chan                                         | Takahiko Kozuka                                      | Artoer Gatsjinski                                    |
| 2012      | Nice                                                 | Patrick Chan                                         | Daisuke Takahashi                                    | Yuzuru Hanyu                                         |
| 2013      | London                                               | Patrick Chan                                         | Denis Ten                                            | Javier Fernández                                     |
| 2014      | Saitama                                              | Yuzuru Hanyu                                         | Tatsuki Machida                                      | Javier Fernández                                     |
| 2015      | Shanghai                                             | Javier Fernández                                     | Yuzuru Hanyu                                         | Denis Ten                                            |
| 2016      | Boston                                               | Javier Fernández                                     | Yuzuru Hanyu                                         | Jin Boyang                                           |
| 2017      | Helsinki                                             | Yuzuru Hanyu                                         | Shoma Uno                                            | Jin Boyang                                           |
| 2018      | Milaan                                               | Nathan Chen                                          | Shoma Uno                                            | Michail Koljada                                      |
| 2019      | Saitama                                              | Nathan Chen                                          | Yuzuru Hanyu                                         | Vincent Zhou                                         |
| 2020      | Afgelast naar aanleiding van de coronapandemie.      | Afgelast naar aanleiding van de coronapandemie.      | Afgelast naar aanleiding van de coronapandemie.      | Afgelast naar aanleiding van de coronapandemie.      |
| 2021      | Stockholm                                            | Nathan Chen                                          | Yuma Kagiyama                                        | Yuzuru Hanyu                                         |

## Medailleklassement per land
| #  | Land             | Goud | Zilver | Brons | Totaal |
| -- | ---------------- | ---- | ------ | ----- | ------ |
| 1  | Verenigde Staten | 26   | 21     | 19    | 066    |
| 2  | Oostenrijk       | 22   | 16     | 15    | 053    |
| 3  | Zweden           | 15   | 04     | 03    | 022    |
| 4  | Canada           | 14   | 13     | 06    | 033    |
| 5  | Rusland          | 07   | 04     | 06    | 017    |
| 6  | Sovjet-Unie      | 04   | 07     | 07    | 018    |
| 7  | (West-)Duitsland | 03   | 11     | 10    | 024    |
| 8  | Japan            | 03   | 10     | 05    | 018    |
| 9  | Frankrijk        | 03   | 07     | 09    | 019    |
| 10 | Tsjechoslowakije | 03   | 03     | 01    | 007    |
| 11 | Zwitserland      | 03   | 01     | 02    | 006    |
| 12 | Groot-Brittannië | 02   | 08     | 05    | 015    |
| 13 | Oost-Duitsland   | 02   | 02     | 04    | 008    |
| 14 | Spanje           | 02   | 0      | 02    | 004    |
| 15 | Oekraïne         | 01   | 0      | 01    | 002    |
| 16 | Hongarije        | 0    | 02     | 06    | 008    |
| 17 | Kazachstan       | 0    | 01     | 01    | 002    |
| 18 | China            | 0    | 0      | 02    | 002    |
| 19 | Finland          | 0    | 0      | 01    | 001    |
| "  | Italië           | 0    | 0      | 01    | 001    |
| "  | Noorwegen        | 0    | 0      | 01    | 001    |
| "  | Polen            | 0    | 0      | 01    | 001    |

Medaillewinnaars

Mannen · 
Vrouwen ·
Paren · 
IJsdansen

 Toernooi

1896 · 
1897 · 
1898 · 
1899 · 
1900 · 
1901 · 
1902 · 
1903 · 
1904 · 
1905 · 
1906 · 
1907 · 
1908 · 
1909 · 
1910 · 
1911 · 
1912 · 
1913 · 
1914 · 
1915-1921 · 
1922 · 
1923 · 
1924 · 
1925 · 
1926 · 
1927 · 
1928 · 
1929 · 
1930 · 
1931 · 
1932 · 
1933 · 
1934 · 
1935 · 
1936 · 
1937 · 
1938 · 
1939 ·
1940-1946 · 
1947 · 
1948 · 
1949 · 
1950 · 
1951 · 
1952 · 
1953 · 
1954 · 
1955 · 
1956 · 
1957 · 
1958 · 
1959 · 
1960 · 
1961 · 
1962 · 
1963 · 
1964 · 
1965 · 
1966 · 
1967 · 
1968 · 
1969 · 
1970 · 
1971 · 
1972 · 
1973 · 
1974 · 
1975 · 
1976 · 
1977 · 
1978 · 
1979 · 
1980 · 
1981 · 
1982 · 
1983 · 
1984 · 
1985 · 
1986 · 
1987 · 
1988 · 
1989 · 
1990 · 
1991 · 
1992 · 
1993 · 
1994 · 
1995 ·
1996 · 
1997 · 
1998 · 
1999 · 
2000 · 
2001 · 
2002 · 
2003 · 
2004 · 
2005 · 
2006 ·
2007 ·
2008 ·
2009 ·
2010 ·
2011 ·
2012 ·
2013 ·
2014 ·
2015 ·
2016 ·
2017 ·
2018 ·
2019 · 
2020 · 
2021 ·
2022 ·
2023 ·
2024

 ISU-kampioenschappen

WK kunstschaatsen junioren ·
EK kunstschaatsen ·
Viercontinentenkampioenschap ·
Olympische Spelen